# Arte nucleare
L'Arte nucleare, intesa come Pittura nucleare,  è un movimento artistico nato nell'ambito europeo negli anni cinquanta, in seguito ai bombardamenti atomici di Hiroshima e Nagasaki.

## Storia
Il cosiddetto Movimento Arte Nucleare nasce a Milano nel 1951, quando Enrico Baj e Sergio Dangelo organizzano una mostra alla Galleria San Fedele dal titolo emblematico di "Pittura Nucleare". Nel febbraio del 1952 a Bruxelles, in occasione della mostra alla Galleria Apollo, Baj e Dangelo fondano ufficialmente il movimento e pubblicano il Manifesto tecnico della Pittura nucleare. A questi primi due si aggiungono poi Joe Colombo, Leonardo Mariani, Antonino Tullier, Enzo Preda, Ettore Sordini, Angelo Verga, Gianni Dova e altri artisti che gravitano nell'ambiente artistico milanese. Negli anni seguenti importante sarà l'apporto anche del napoletano Gruppo 58, formatosi attorno a Guido Biasi, Franco Palumbo, Mario Colucci, Mario Persico e Lucio Del Pezzo.
Nel Manifesto della Pittura Nucleare si legge: 
Il Movimento nucleare italiano ebbe anche una ben marcata impronta internazionale, grazie anche alle frequentazioni di artisti come Arman, Yves Klein, Antonio Saura, e Asger Jorn.
Vari furono i manifesti redatti, tra cui si ricorda quello "Contro lo stile", firmato da Baj nel 1957, in cui si vuole contrastare e distruggere lo stile manieristico in pittura, e affermare l'irripetibilità dell'opera d'arte, invitando a scegliere tra l'essere tappezzieri o pittori.
"Tappezzieri o pittori: bisogna scegliere. Pittori di una divisione sempre nuova ed irripetibile, per i quali la tela è ogni volta la scena mutevole di una imprevedibile 'commedia dell'arte'. Noi affermiamo l'irripetibilità dell'opera d'arte: e che l'essenza della stessa si ponga come presenza modificante in un modo che non necessita più di rappresentazioni celebrative ma di presenza"
(Contro lo stile, Manifesto nucleare, Milano, settembre 1957)
Il linguaggio espressivo usato dagli aderenti al gruppo dei nucleari si basa sull'adozione delle tecniche utilizzate dall'automatismo surrealista in linea con l'esperienza europea dovuta alla pittura informale dell'espressionismo astratto.
Le opere che nascono in questo periodo risentono fortemente dei tragici eventi della seconda guerra mondiale e soprattutto degli effetti devastanti della bomba atomica su Hiroshima e Nagasaki.
I Nucleari furono preceduti dagli Eaisti, un gruppo di pittori e poeti livornesi, guidati dal pittore Voltolino Fontani, che dell'Eaismo fu l'ideatore. 
Tra gli altri asserti, si legge infatti nel Manifesto dell'Eaismo, che gli Eaisti non:
"concepiscono l'arte come un rifugio da iniziati e come un'oasi in cui rinchiudersi lungi dal travaglio complesso dell'umanità"
e che l'Eaismo
"non avrà punti di contatto con i movimenti artistici odierni".
L'opera di Fontani "Dinamica di assestamento e mancata stasi", 1948, in cui si raffigurano radiazioni atomiche appena dopo una esplosione nucleare, testimonia l'affinità delle tematiche eaiste con quelle del movimento milanese, che non nascondono però le notevoli divergenze di pensiero.
L'Eaismo, in particolare, faceva esplicito riferimento all'Era atomica, espressione importata dagli Stati Uniti, dove era stata coniata dal giornalista William L. Laurence, ed impiegata poi dall'economista Virgil Jordan,, nonché dallo scrittore Wilbur M. Smith nel suo libro "This atomic age and the word of God" (1948)
Parallelamente al lavoro del Movimento nucleare e degli Eaisti si sviluppò quello isolato di Salvador Dalí, che nel 1951 diede alla luce il "Manifesto mistico". Il pittore spagnolo peraltro già nel 1945 aveva realizzato un quadro nucleare cui aveva dato il titolo di "Idillio atomico".
La contesa tra i tre gruppi per la primogenitura dei propri movimenti si fece tesa, tanto che Enrico Baj e Sergio Dangelo denunciarono per plagio Salvador Dalí, e la stessa cosa fece Voltolino Fontani nei confronti del Movimento nucleare italiano.
Allo scontro, finito nelle aule giudiziarie, non parteciparono invece né Fortunato Depero, che pure alla fine del 1950 aveva lanciato il Manifesto della pittura e plastica nucleare., né la pittrice francese Germaine Joumard, autrice di un analogo manifesto uscito proprio in quell'anno.